# Siiri Rantanen
Siiri Rantanen, född 14 december 1924 i Tohmajärvi i Norra Karelen, död 5 maj 2023 i Lahtis, var en finländsk längdskidåkare som tävlade under 1950- och 1960-talen. Hon vann OS-guld 1956 på 3 x 5 km. 2012 blev hon invald i finländsk idrotts Hall of Fame.